# Бадолен
Бадолен (мкд. Бадолен) је насеље у Северној Македонији, у крајње југоисточном делу државе. Бадолен је у саставу општине Ново Село.

## Географија
Бадолен је смештен у крајње југоисточном делу Северне Македоније, на близу државне границе са Бугарском - 2 km источно од села. Од најближег града, Струмице, насеље је удаљено 45 km источно.
Насеље Бадолен се налази у историјској области Струмица. Насеље је положено у планинском крају, на јужним висовима планине Огражден. Надморска висина насеља је приближно 780 метара. 
Месна клима је планинска због знатне надморске висине.

## Становништво
Бадолен је према последњем попису из 2002. године имао 3 становника. По попису из 1971. године, село је имало 304 житеља. Смањивање на је везано за исељавање становништва у тада основано село Нови Бадолен, данас Самуилово.
Већинско становништво у насељу су етнички Македонци (100%).
Претежна вероисповест месног становништва је православље.